# Neues Pfarrhaus (Castell)

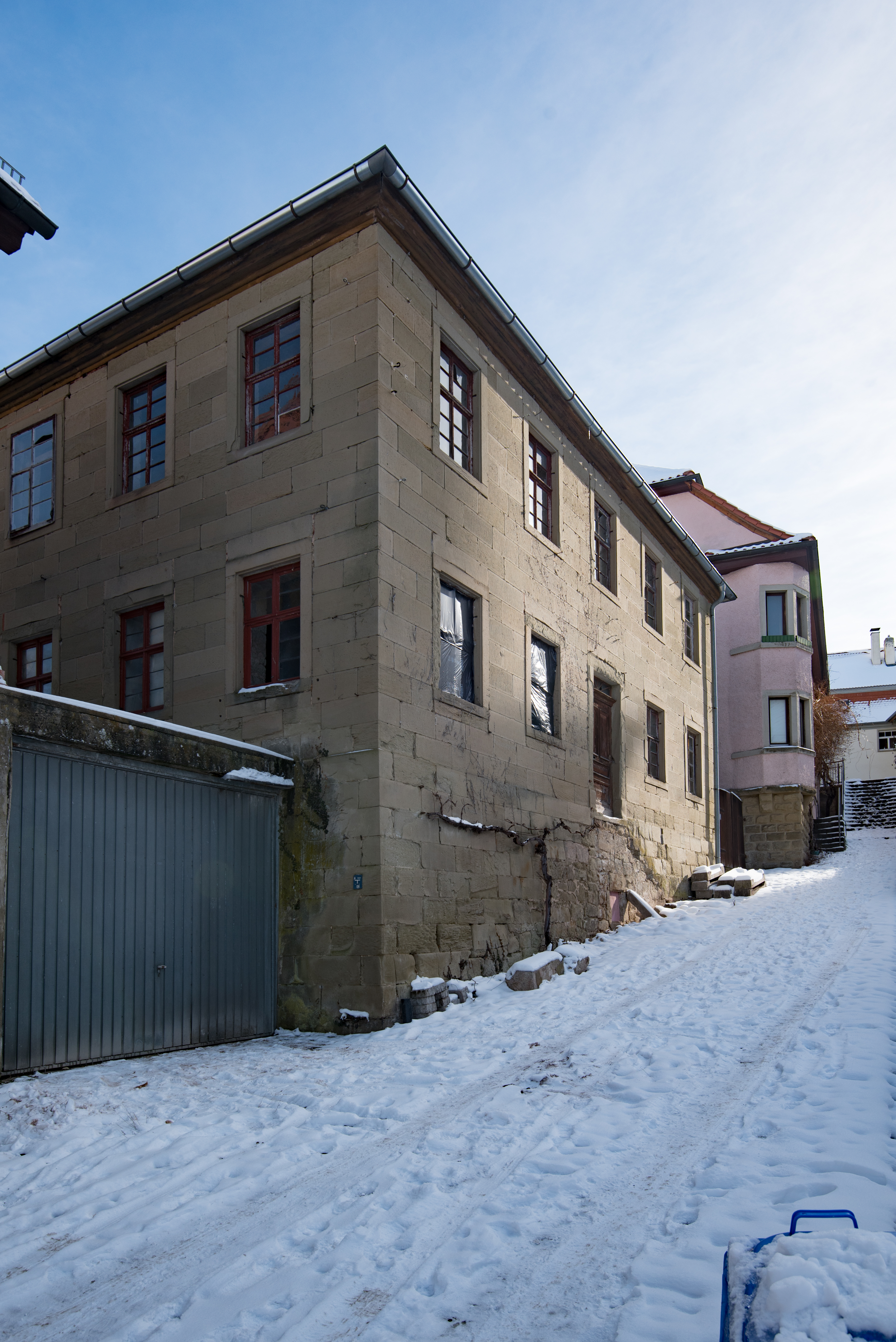
Haus Im Oberdorf 13

Das ehemalige Neue Pfarrhaus (Adresse Im Oberdorf 13; früher Hausnummer 20) ist ein denkmalgeschütztes Gebäude im Ortskern des unterfränkischen Castell im Landkreis Kitzingen. Es entstand als Wohnhaus des zweiten Pfarrers von Castell, der als Hofkaplan tätig war.

## Geschichte
Das Haus wurde erstmals im Jahr 1712 genannt. Es war der Sitz des zweiten Pfarrers von Castell, bei dem es sich um den zunächst ausschließlich für die Grafen zu Castell tätigen Hofkaplan handelte. Später stieg er auch zum Pfarrherrn von Ziegenbach auf. Die Stiftung des Hauses ging auf Dorothea Renata zu Castell zurück. Verwaltet wurde das Haus durch die Castell’sche Wiesenkassen-Stiftung, die wiederum der gräflichen Kanzlei zugeordnet war. 1717 wurde die Pfarrei Ziegenbach eingerichtet.
Zwischen 1720 und 1726 wurde das Pfarrhaus neu errichtet. Die Einweihung fand am 10. Juni 1726 statt. Im Jahr 1806 wurde die Stelle des Hofkaplans mit der Auflösung der Grafschaft Castell in eine echte 2. Pfarrstelle im Königreich Bayern umgewandelt. Im Jahr 1925 wurde die Stelle aufgelöst, das Haus wurde fortan vermietet. Im Jahr 1968 gelangte es durch Verkauf an den Landwirt Heinrich Langmann, dessen Nachkommen es heute noch besitzen. Im Haus sind mehrere Wohnungen eingerichtet. Das Bayerische Landesamt für Denkmalpflege ordnet das Haus als Baudenkmal ein.

## Beschreibung
Das ehemalige Pfarrhaus präsentiert sich als zweigeschossiger Walmdachbau. Es wurde mit einer Sandsteinquaderfassade ausgestattet. Bis ins 21. Jahrhundert bestand an der Straße Im Unterdorf eine doppelläufige Freitreppe, die allerdings heute entfernt ist. Entlang des Hauses wuchert eine Hausrebe.

## Hofkapläne / 2. Pfarrer (Auswahl)
| Name                                          | Amtszeit  | Anmerkungen                                                                                           |
| --------------------------------------------- | --------- | --- |
| Johannes Albert Saueracker                    | 1717–1721 | |
| Johann Heinrich Stünzel                       | 1721–1742 | |
| Johann Ludwig Koch                            | 1742–1743 | |
| Johann Christian Adami                        | 1743–1750 | * 17. März 1689 in Lübben; danach Archidiakon, Schulinspektor in Luckau; † Dezember 1753 in Luckau    |
| Johann Christoph Grieninger                   | 1750      | |
| Georg Konrad Prell                            | 1750–1755 | |
| Johann Heinrich Schreiner                     | 1755–1761 | |
| Georg Ernst Engelhardt I                      | 1761–1763 | |
| Johann Caspar Hornschuch                      | 1763–1764 | * 15. Juli 1737 in Albertshofen; auch Bienenzüchter, Spargelbauer; † 16. April 1794 in Billingshausen |
| Johann Nicolaus Mesch                         | 1780–1781 | |
| Johann Michael Hahn                           | 1784–1795 | |
| Georg Ernst Engelhardt II                     | 1795–1799 | |
| Christian Friedrich Knoll                     | 1799–1807 | |
| Johann Friedrich Schmidt                      | 1807–1809 | |
| Ludwig Theodor Müller                         | 1809–1813 | |
| Johann Ludwig Warttig                         | 1814–1817 | |
| Johann Christian Falke                        | 1817–1827 | |
| Johann Friedrich Christian Adolf Wasser       | 1827–1830 | |
| Theodor Christian Ferdinand Christfels        | 1831–1842 | |
| Franz Xaver Karl Wilhelm Walter               | 1842–1847 | |
| Karl Gustav Becker                            | 1848–1853 | |
| Johann Heinrich Wilhelm Julius Max Schunk     | 1853–1856 | * 10. April 1822 in Erlangen; Förderer der Inneren Mission; † 16. Februar 1857 in Marktsteft          |
| Friedrich Ludwig Gottfried August Michahelles | 1857–1862 | |
| N. Hartung                                    | 1862–1863 | Pfarrverweser                                                                                         |
| Ludwig Eduard Preu                            | 1863–1868 | |
| Johannes Peter Eckert                         | 1868–1875 | |
| Richard Eduard Naegelsbach                    | 1876–1881 | |
| Johann Georg Simon                            | 1882–1885 | |
| Heinrich Philipp Schattenmann                 | 1890–1891 | |
| Immanuel Friedrich Johannes Müller            | 1891–1898 | |
| Christian Karl Georg Bauernfeind              | 1899–1901 | |
| Wilhelm Rüdel                                 | 1902–1907 | |
| August Eduard Bomhard                         | 1907–1910 | |
| Georg Friedrich Adolf Reindel                 | 1911–1915 | |